# Kumpolje
Kumpolje je naselje v Občini Litija. Ustanovljeno je bilo leta 1995 iz dela ozemlja naselja Gornje Ravne. Leta 2015 je imelo 11 prebivalcev.